# نخل خوش‌بختی
نخل خوش‌بختی(نام علمی: Cordyline fruticosa) نام یک گونه از تیره مارچوبگان است. گیاهی چوبی است که تا ارتفاع بیش از چهار متر رشد می‌کند و در بالای یک ساقه چوبی برگ‌هایی با ۳۰ الی ۶۰ سانتیمتر طول و ۵ الی ۱۰ سانتیمتر عرض  دارد.

## نگارخانه

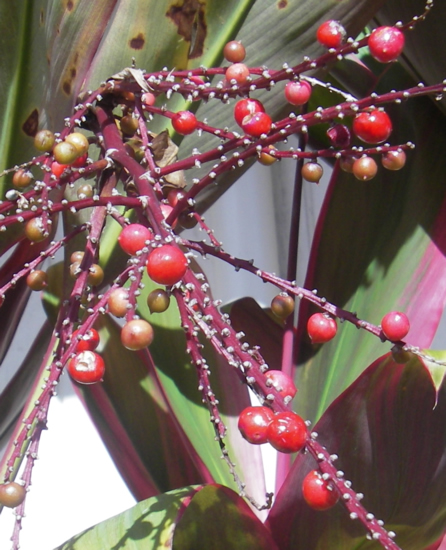